# タカブシギ

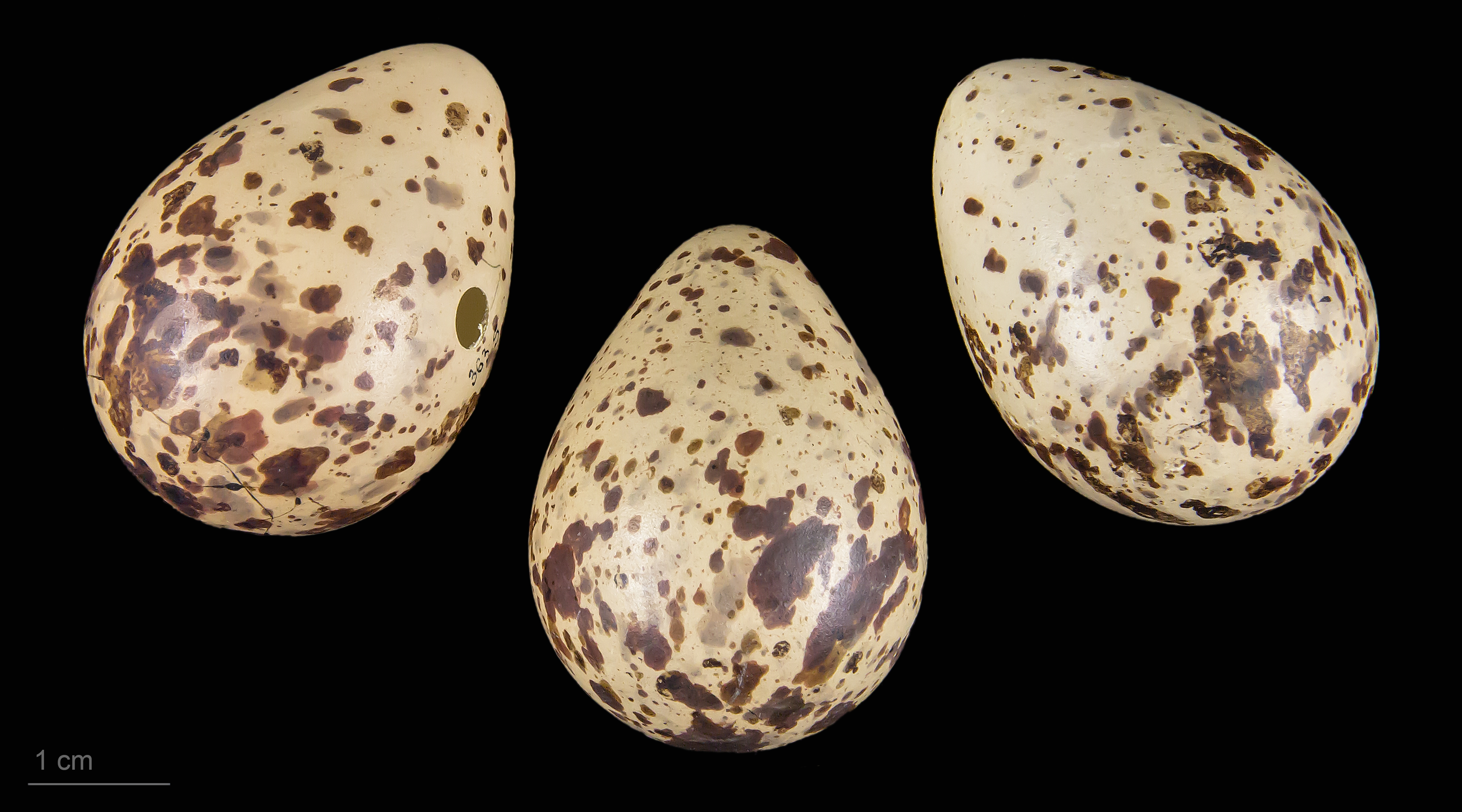
卵 Tringa glareola

タカブシギ （鷹斑鷸、学名：Tringa glareola）は、チドリ目シギ科クサシギ属に分類される鳥類の一種である。種小名のglareolaは「小石原」の意味で、羽の模様が小石が並んでいるように見えたことからついた。

## 分布
ユーラシア大陸北部で繁殖し、冬季はアフリカ、インド、東南アジア、ニューギニア、オーストラリアなどに渡り越冬する。
日本では、旅鳥として春と秋の渡りの時期に全国的に渡来する。関東地方より南部では、少数が冬鳥として越冬する。

## 形態
体長は20-22 cm、翼開長は約40 cm。成鳥夏羽は、頭から胸にかけては白地に褐色の縦斑が密に入っている。体の上面は黒褐色で、黒色や白色の横斑や斑点が入る。腰と腹は白色。アイリングは白色。眉斑は白く明瞭で、通眼線は黒褐色である。まっすぐな嘴は黒色で基部は緑黄色。足は暗い緑黄色。成鳥冬羽は、体の上面が灰黒褐色で灰色の斑が入るがやや不明瞭である。色柄などがクサシギと似ているが、飛翔時に見える翼下面が白っぽいのに対してクサシギは黒っぽい。雌雄同色である。

## 生態
非繁殖期は数羽から数十羽程度の小さな群れを形成し、水田、湿地、川岸等の淡水域に生息する。主に内陸部でよく観察され、海水域に入ることはほとんどない。繁殖期は、湿地や樹木の疎らな草原などに生息する。
泥の中を嘴で探りながら、昆虫類、貝類等を採食する。
繁殖期には、他のシギ類同様にディスプレー飛翔を行う。地上に営巣するが、樹上の他の鳥類の古巣を利用した例も知られる。通常4卵を産み、抱卵日数は22-23日程度である。
「ピッピッピッ」という短い声を続けて鳴く。

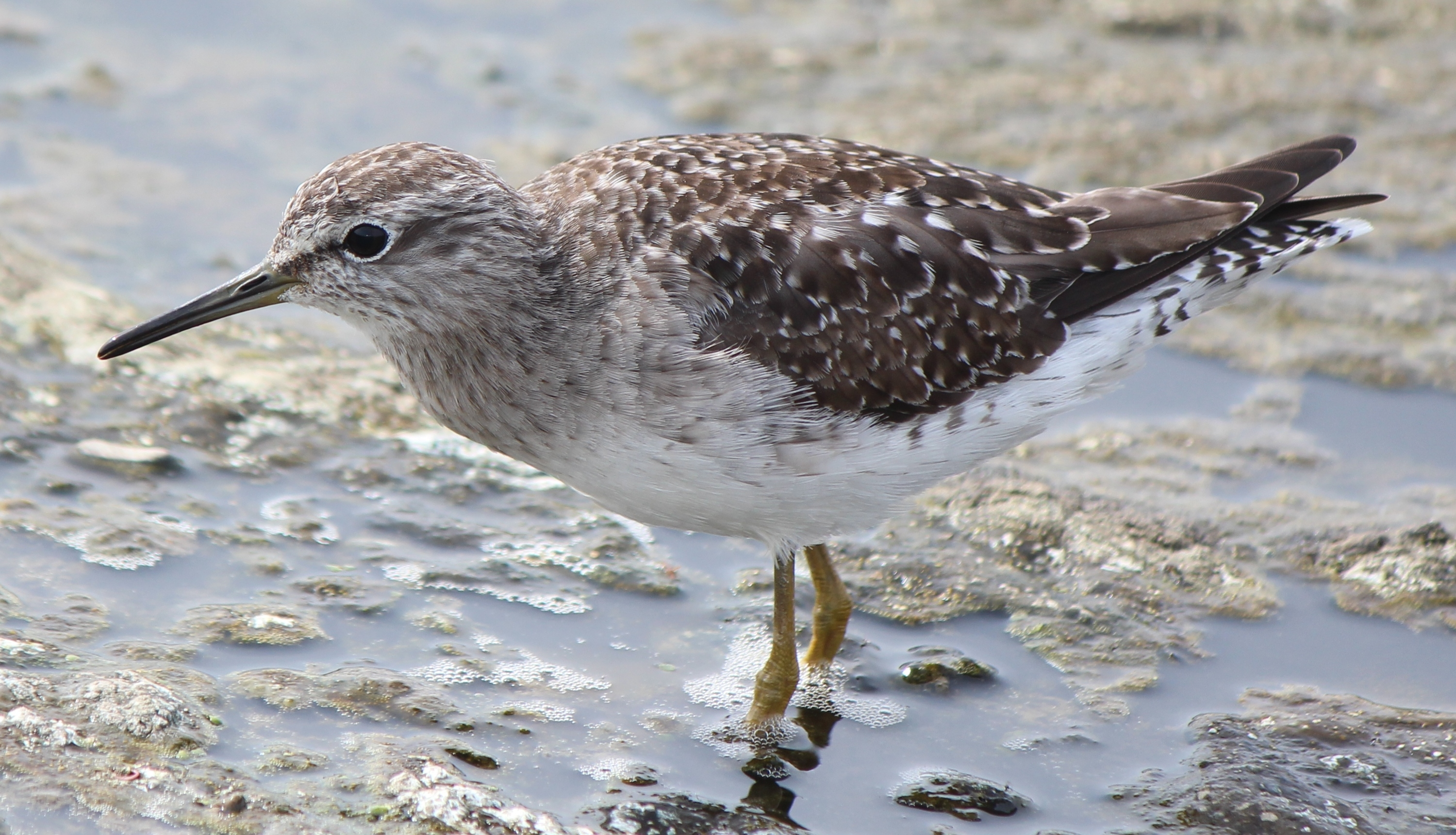
首を縮めた様子
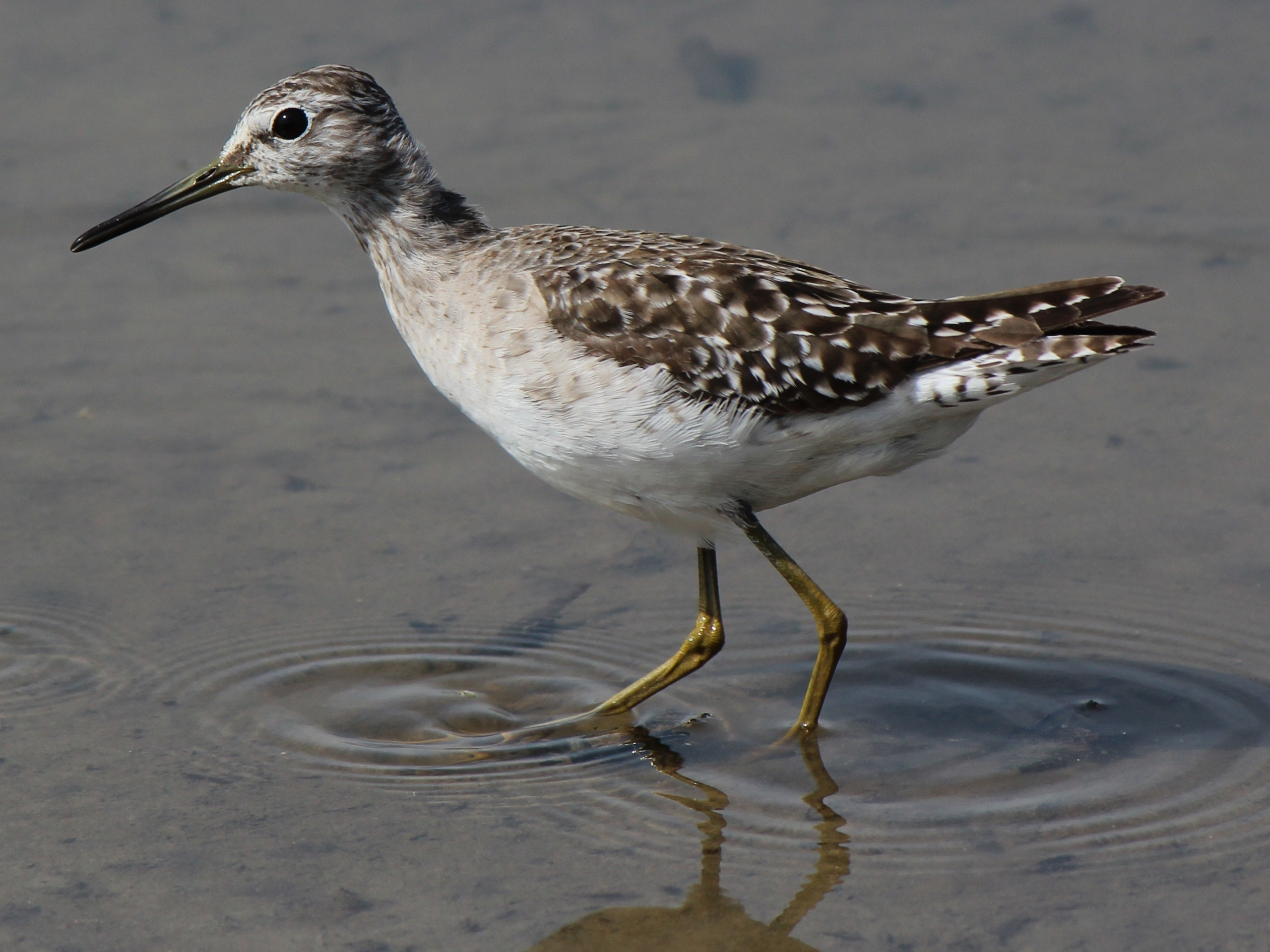
首を伸ばした様子
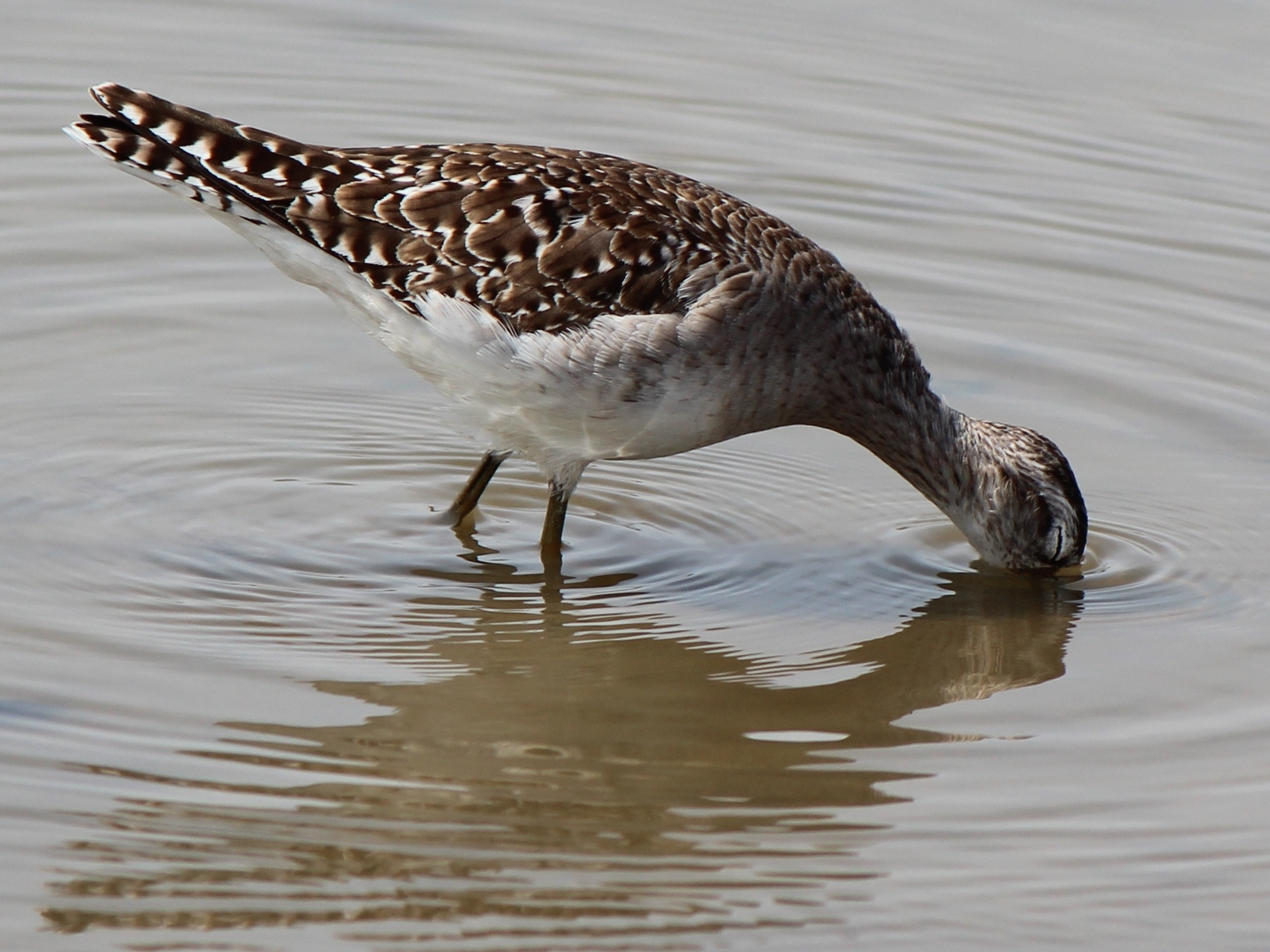
水田の中に嘴と突っ込みエサを探る様子
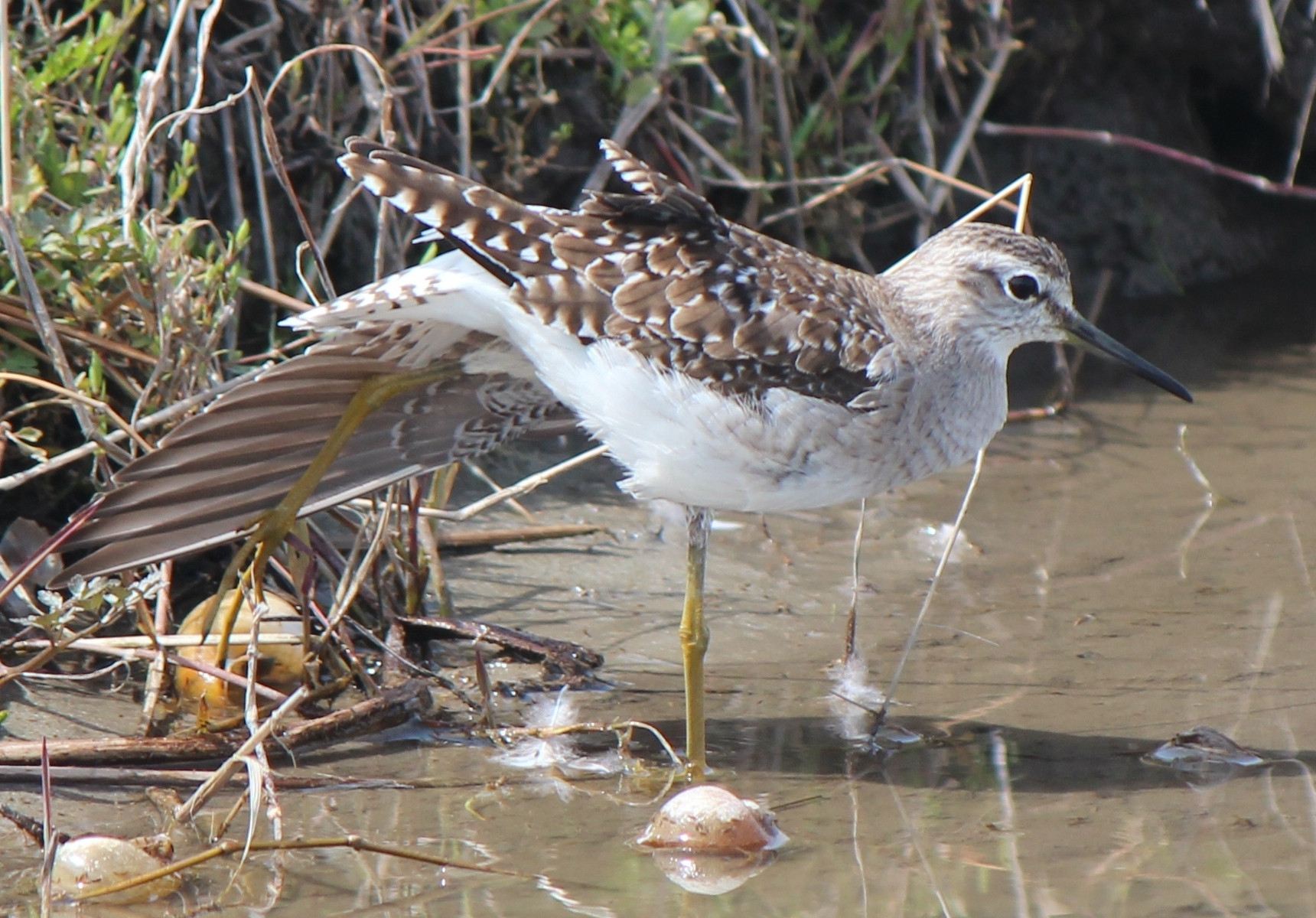
片脚で羽根をひろげた様子

## 種の保全状況評価
国際自然保護連合（IUCN）により、レッドリストの軽度懸念（LC）の指定を受けている。
日本では環境省により、レッドリストの絶滅危惧II類の指定を受けている。また以下の都道府県などで、レッドリストの指定を受けている。平成19年度重要生態系監視地域モニタリング推進事業で干潟生態系の指標生物群のシギ類の一種として、全国の主な生息地で飛来数調査が行われている。
- 絶滅危惧II類 (VU)（環境省レッドリスト）[8]

- 絶滅危惧IB類 - 東京都区部（北多摩、南多摩、西多摩は絶滅危惧II類）
- 重要保護生物（B） - 千葉県（環境省の絶滅危惧IB類相当）[11]、千葉市では「A最重要保護生物」（環境省の絶滅危惧IA類相当）[12]
- 絶滅危惧II類 - 静岡県、愛知県[13]、福岡県[14]
- 準絶滅危惧 - 神奈川県、京都府[15]、大阪府[16]、高知県
- 希少種（環境省の準絶滅危惧相当） - 滋賀県、奈良県